# 福江町 (愛知県)
福江町（ふくえちょう）は、かつて愛知県渥美郡にあった町である。
1955年（昭和30年）に合併で渥美町が発足し、福江町は廃止された。現在は田原市の西部に該当する。渥美半島の西部に位置し、三河湾や伊勢湾に面している。

## 歴史
- 江戸時代末期、この地域は畑村藩、天領などであった。
- 1889年（明治22年）10月1日 - 向山村、亀山村、保美村、畠村が合併し、福江村が発足する。高木村、山田村、古田村が合併し、清田村が発足する。
- 1897年（明治30年）2月22日 - 福江村が町制施行して福江町が発足する。
- 1906年（明治39年）7月16日 - 清田村、中山村と合併し、改めて福江町が発足する。
- 1955年（昭和30年）4月15日 - 伊良湖岬村、泉村と合併し、渥美町が発足する。同日福江町廃止。

かつて福江町に日本陸軍陸軍技術本部（1942年以後は陸軍兵器行政本部陸軍技術研究所）伊良湖試験場が設置されていた。現在もコンクリート製の建物や残骸が残る。現在の田原市の地名の福江町は、渥美町発足時に大字畠が大字福江に改名した地名であり、かつて存在した自治体の福江町全域を示すものでは無い。

## 教育
| 愛知県の人口上位自治体（1921年末） | 愛知県の人口上位自治体（1921年末） | 愛知県の人口上位自治体（1921年末） | 愛知県の人口上位自治体（1921年末） | 愛知県の人口上位自治体（1921年末） | 愛知県の人口上位自治体（1921年末） |
| #                                  | 自治体                             | 人口                               | #                                  | 自治体                             | 人口                               |
| ---------------------------------- | ---------------------------------- | ---------------------------------- | ---------------------------------- | ---------------------------------- | ---------------------------------- |
| 1                                  | 名古屋市                           | 633,274                            | 11                                 | 渥美郡高師村                       | 14,405                             |
| 2                                  | 豊橋市                             | 65,033                             | 12                                 | 丹羽郡古知野町                     | 13,965                             |
| 3                                  | 岡崎市                             | 41,684                             | 13                                 | 渥美郡田原町                       | 13,831                             |
| 4                                  | 一宮市                             | 30,558                             | 14                                 | 海部郡津島町                       | 13,772                             |
| 5                                  | 東春日井郡瀬戸町                   | 23,092                             | 15                                 | 中島郡祖父江町                     | 13,300                             |
| 6                                  | 碧海郡安城町                       | 19,607                             | 16                                 | 西加茂郡挙母町                     | 12,317                             |
| 7                                  | 知多郡半田町                       | 17,141                             | 17                                 | 渥美郡福江町                       | 12,256                             |
| 8                                  | 幡豆郡西尾町                       | 15,511                             | 18                                 | 宝飯郡蒲郡町                       | 12,120                             |
| 9                                  | 知多郡亀崎町                       | 15,170                             | 19                                 | 東春日井郡小牧町                   | 12,101                             |
| 10                                 | 幡豆郡一色町                       | 15,114                             | 20                                 | 碧海郡矢作町                       | 11,345                             |

### 高等学校
- 愛知県立福江高等学校

### 中学校
- 福江町立福江中学校（現・田原市立福江中学校）

### 小学校
- 福江町立福江小学校（現・田原市立福江小学校）
- 福江町立中山小学校（現・田原市立中山小学校）
- 福江町立清田小学校（現・田原市立清田小学校）

## 交通

### 鉄道
渥美電鉄による渥美線の福江町への延長計画が存在したが、資金難で幻となった。その後、延長計画は鉄道省が引継ぎ、福江町には、三河高木駅、三河福江駅、中山駅の開設が予定されていた。しかし、太平洋戦争の物資不足で工事は中断し、未成線となっている。

## 名所・旧跡・観光スポット
- 畠神社
- 田戸神社
- 潮音寺
- 大垣新田藩畠村陣屋 - 現在の福江公園の位置に、大垣新田藩の飛び地を管理するための陣屋があった[3]。

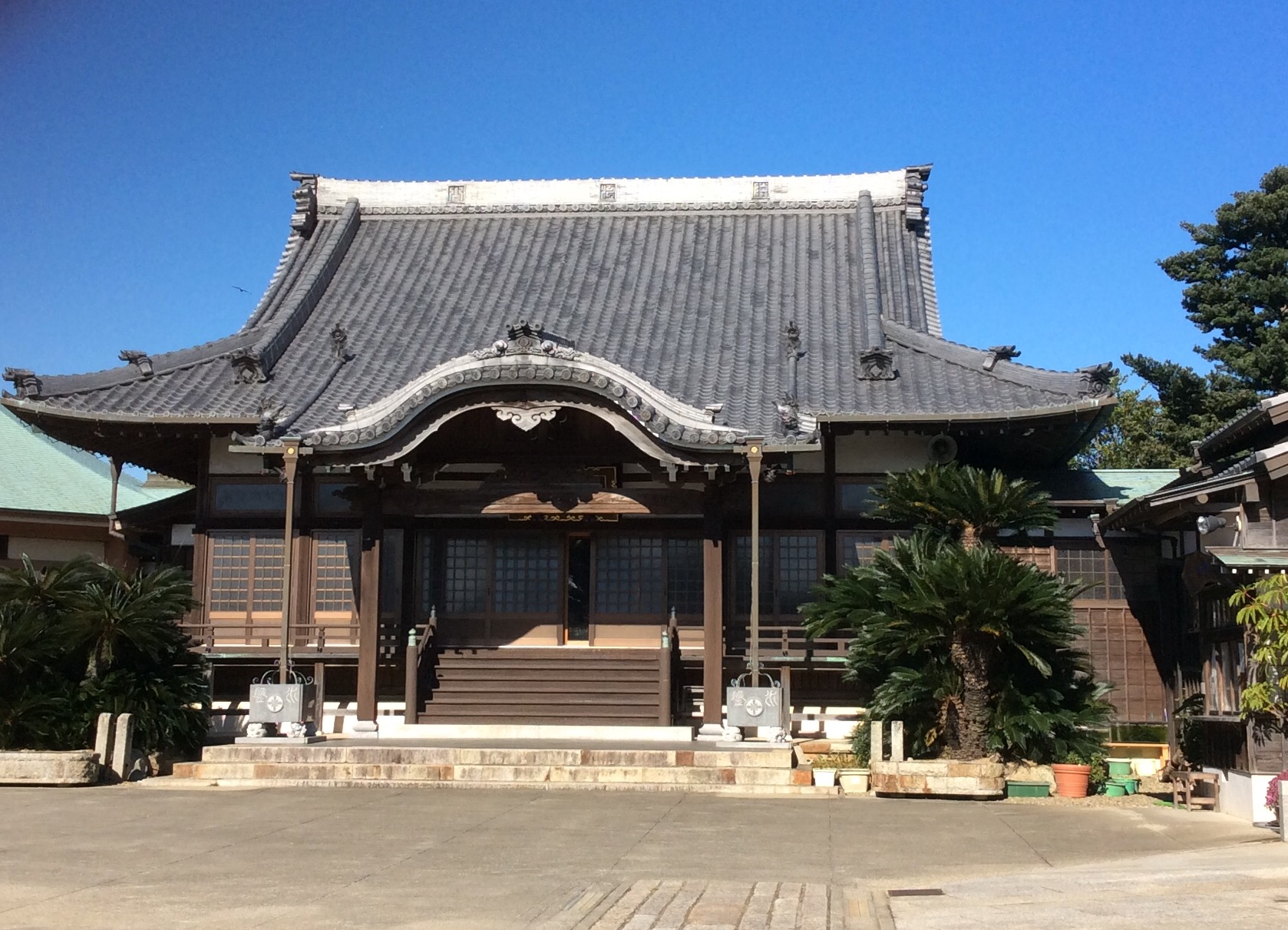
潮音寺
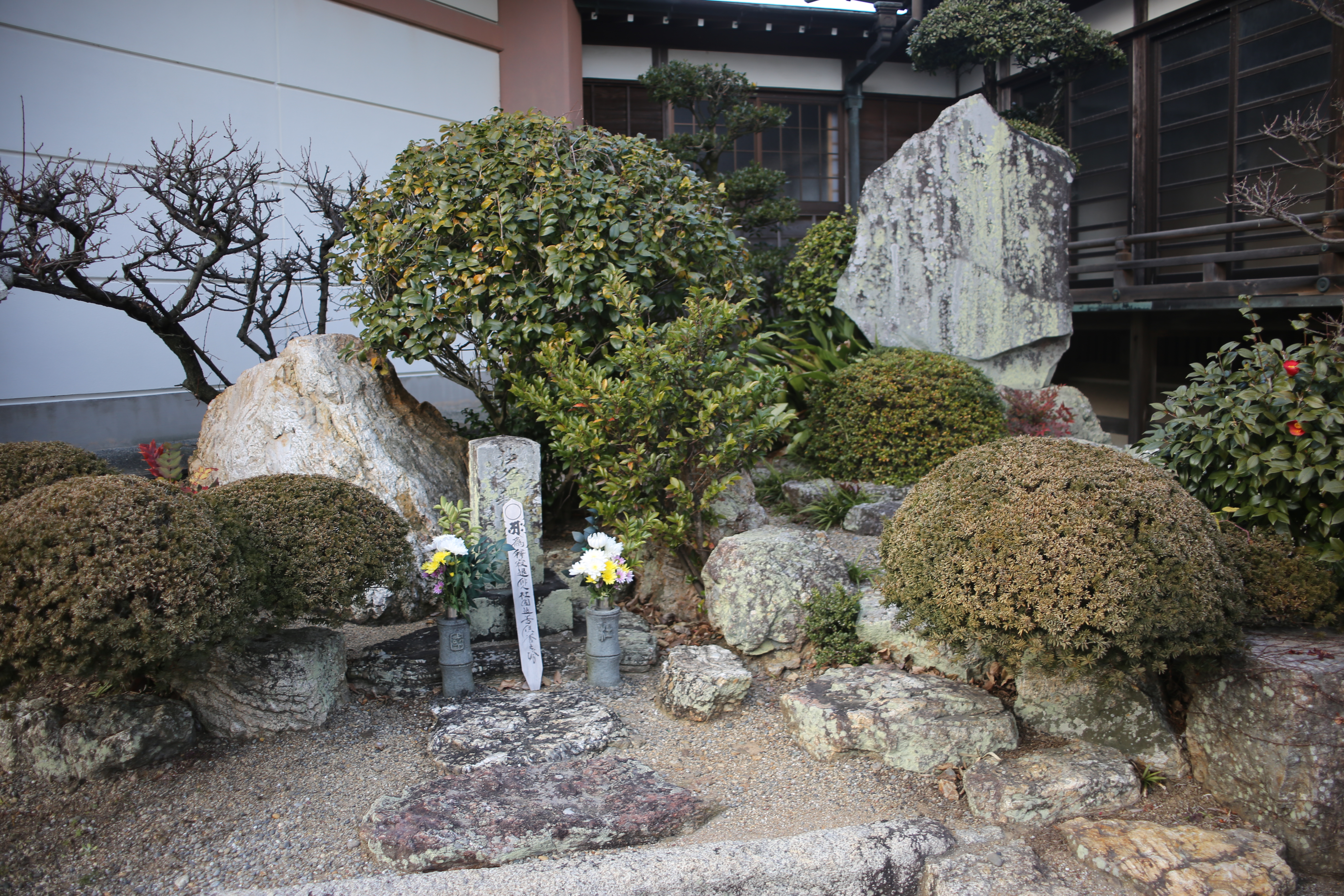
坪井杜国の墓所

## 出身者
- 宮川春汀 - 浮世絵師。
- 杉浦明平[4] - 小説家・評論家。
- 上村千一郎 - 政治家・弁護士。
- 小川雅魚 - 文学者。椙山女学園大学教授。